# Filippo Mané
Filippo Calixte Mané (Magenta, 8 marzo 2005) è un calciatore italiano di origini senegalesi, difensore del Borussia Dortmund e della nazionale Under-20 italiana.

## Caratteristiche tecniche
Principalmente impiegato come difensore, riesce ad intercettare molto bene la palla e a vincere duelli. Si adatta molto bene tecnicamente ed è abile a creare lunghi passaggi da una parte all'altra del campo nonostante la grande statura fisica.

## Carriera
Viene acquistato nel 2022 dal Borussia Dortmund. 
Dopo aver giocato per la Borussia Dortmund U19, nella stagione 2024/2025 viene convocato per la prima volta in prima squadra, in occasione della seconda giornata di Bundesliga contro il Werder Brema. Viene convocato in numerose altre occasioni, sia in campionato che in Champions League, senza tuttavia trovare l'esordio.
Il 6 gennaio 2025 firma un contratto di tre anni e mezzo con la squadra tedesca.
Viene inoltre aggregato alla squadra che partecipa al Mondiale per club, restando in panchina in tutte le partite della sua squadra, che viene eliminata dal Real Madrid ai quarti di finale.
L'esordio in prima squadra avviene il 19 agosto seguente, nella sfida di DFB Pokal contro il RW Essen, nella quale gioca da titolare e resta in campo per tutti i 90 minuti.